# Брайон Бренд
«Брайон Бренд» (може читатися також як Брайон Брендт, Брайон Брандт) (англ. Brion Brandd) — серія романів американського письменника-фантаста Гаррі Гаррісона. Серія включає наступні твори:
- «Планета проклятих (Почуття обов'язку)» англ. Planet of the Damned (Sense of Obligation), 1962
- «Планета, з якої не повертаються» (англ. Planet of No Return, 1981)